# Сокирко, Виктор Владимирович
Виктор Владимирович Сокирко (1 января 1939, Харьков, СССР — 5 января 2018, Москва, Россия) — советский инженер, экономист, участник правозащитного движения в СССР.
Окончил МВТУ им. Баумана, работал во ВНИИ нефтяного машиностроения.
В 1973 г. осуждён за отказ от дачи показаний по делу Якира—Красина на 6 месяцев исправительных работ. В конце 1970-х гг. вошёл в состав редколлегии самиздатского журнала «Поиски», издавал также в самиздате сборники «В защиту экономических свобод» (под псевдонимом К. Буржуадемов). В 1980 г. осуждён за участие в этих самиздатских проектах на три года лишения свободы условно. Председатель Общества защиты осуждённых хозяйственников и экономических свобод (1989—2001); соавтор (вместе с супругой Л. Н. Ткаченко) диссидентских слайд-фильмов (1966—1990). Опубликовал книгу «Сумма голосов присяжных в поиске граней экономической свободы» (2000).

## Биография
Отец Виктора, убежденный коммунист, постарался передать сыну веру в коммунистические идеалы. Сам Виктор в юности — активный комсомолец, один год был секретарём комсомольской организации школы, но уже в 1955 составил письменные комментарии Краткого курса ВКП(б) и передал их директору школы, что привело к первым неприятностям у отца на работе.
В 1956 поступил в МВТУ на факультет Технологии машиностроения (специальность — оборудование и технология сварочного производства). Летом 1957—1958 годов работал на Казахстанской целине, награждён медалью «За освоение целинных и залежных земель».
В 1961 направил в ЦК КПСС свою «Критику Проекта программы КПСС» и выступил с её основными тезисами на факультетской комсомольской конференции. Был исключён из ВЛКСМ за «клевету на советскую действительность, неубеждённость в марксизме-ленинизме и непринципиальное поведение» (отказался назвать имя студента, с кем спорил о коммунизме). Направленное в ЦК КПСС его письмо с разбором, возможно, неверных толкований положений Программы, позволило защитить диплом в феврале 1962 г.
В 1962—1964 работал на Коломенском тепловозостроительном заводе сперва мастером в сварочном цеху, последний год — технологом в Отделе главного сварщика.
Осенью 1962 соединил свою судьбу с Л. Н. Ткаченко — выпускницей МВТУ того же года, к 1974 году в их семье — четверо детей.
В январе 1965 начал работать старшим технологом на Московском трубном заводе, в начале 1971 перешёл на работу в ЦЭМИ, где подготовил диссертацию по определению потребности страны в цветных металлах, которая из-за постоянных отказов в выдаче характеристики так и не была защищена. С октября 1972 до выхода на пенсию работал во ВНИИНЕФТЕМАШе.

### Диссидентство
В 1968 году подписался под письмами: в защиту подсудимых Галанскова, Гинзбурга и др., с предложением ратифицировать Пакты ООН о политических и экономических правах человека, с просьбой о пересмотре судебного решения по делу демонстрантов на Красной площади и в защиту права крымских татар на возвращение в Крым. Подвергся проработке на заводском профактиве, исключению из аспирантуры.
В 1969—1970 годы написал и передал в самиздат полемическую книгу «Очерки растущей идеологии» под псевдонимом К. Буржуадемов, в которой пытался найти ростки рынка и демократии в СССР и призывал двигаться в этом направлении (напечатана в 1974 в Мюнхене).
В 1968—1972 годы перепечатывал и распространял «Хроники текущих событий» (№ 2—27). После первого обыска у Петра Якира пытался уговорить его выйти на диалог с властью и не идти в тюрьму, после посадки Якира призывал редакцию «Хроники» постараться «вернуться в рамки легальности». Он писал: «Мы должны жить не в тюрьме, а на свободе, жить и работать вместе со всеми, в том числе с властями и с поддерживающим его большинством».
В 1973 на допросах по делу Якира и Красина в Лефортовском СИЗО отказывается от дачи показаний, за что осуждён на 6 месяцев исправительных работ.
В 1977 принял участие в обсуждении Конституции, послав свои предложения Л. Брежневу и А. Сахарову, которые были опубликованы в самиздатском бюллетене «Вокруг проекта Конституции СССР». В том же году составляет три полемических самиздатовских сборника отзывов на призыв Солженицына «Жить не по лжи!».
В 1978 году написал статью «Я обвиняю интеллигентов-служащих…» с призывом поставить требование свободного рынка на первое место. Ответы на неё были собраны в сборник «В защиту экономических свобод» (ЗЭС № 1). До ареста собрал, отпечатал и распространил ещё шесть ЗЭСов.
В декабре 1978 года становится соредактором самиздатского журнала «Поиски». После интервью одного из редакторов западному журналисту начались обыски, изъятие самиздатовских материалов и печатных машинок. После ареста одного из ведущих соредакторов В. Абрамкина было принято общее решение о приостановке издания журнала «Поиски». Тем не менее, 23 января 1980 года он был арестован. Отказавшись признать свою деятельность клеветнической и дать порочащие показания на других своих коллег, он счёл возможным ради компромисса и выхода на свободу написать заявление, в котором  сожалел, что его самиздатовские статьи «были использованы на Западе в ущерб нашей стране», и включил не свои слова, что он «много лет занимался по своему глубокому заблуждению деятельностью, порочащей советский строй». В сентябре 1980 года выходит на свободу под подписку о невыезде, суд приговаривает его к 3 годам лишения свободы условно. «Покаянное» заявление вызывает отторжение в диссидентском сообществе, в котором отъезд за границу считался предпочтительней компромисса с властью.

### Партизанское кино
В 1966 создает свой первый слайд-фильм «Обыкновенный культ» (о культе Сталина, по мотивам фильма «Обыкновенный фашизм»); к 1990 их уже больше ста.
Слайд-фильм — это презентация, состоящая в среднем из 100—200 кадров, показ которых сопровождался записанным на магнитофонную ленту текстом с музыкальным оформлением. Большинство фильмов было создано в соавторстве с Л. Н. Ткаченко. Фильмы можно поделить на следующие категории:
1. Историко-краеведческие, начиная с фильма о московских церквях, и дальше по многим регионам СССР.
2. Туристские о горных и водных походах.
3. О родителях, родственниках и детях.
В историко-краеведческих фильмах — самой многочисленной группе, — начиная с фильмов о Соловках и Великом Новгороде и заканчивая фильмами о сибирских городах, а затем о Китае, представлялись культуры отдельных территорий, подчёркивалась самобытность локальных культур, что привело самих авторов к поддержке идеи истинного федерализма и к призыву отказаться от имперского мышления.
С другой стороны, интерес к религии (подавляемой тогда в СССР), церквям и историческим памятникам привёл к созданию фильмов с христианскими, исламскими, буддистскими и даже зороастрийскими темами. Использование эпосов, легенд, стихов местных поэтов создавало в фильмах ощущение песни, саги, где эмоциональная окраска голоса нередко играла более важную роль, чем сами исторические факты.
Фильмы о походах и семье носят естественный личный характер, но и в них имеются общие темы, как, например, темы Н. Рериха и восточных учителей в фильме про Памир или тема воскрешения по Н. Фёдорову в фильме про Пижму.
Фильмы традиционно демонстрировались по пятницам дома у авторов. Подчас зрителей было более 30 человек, просмотры заканчивались оживлёнными спорами, хотя было известно, что иногда под окнами дежурила машина с прослушивающей аппаратурой.

### ОЗОХиЭС
Начиная с 1989, Виктор Сокирко организует сперва Группу, а затем Общество защиты осужденных хозяйственников и экономических свобод (ОЗОХиЭС). Главными целями Общества были реабилитация свободной экономической деятельности и поддержка людей, осуждённых по экономическим статьям в СССР (за спекуляцию, частнопредпринимательскую деятельность, шабашничество, превышение должностных полномочий). Многие мелкие советские руководители были вынуждены платить взятки для нормального функционирования своих предприятий. В условиях дефицитной экономики и полного отсутствия свободного рынка — «экономические преступления» такого плана приносили не вред, а пользу стране, так как сам «преступник» зачастую не получал выгоды, ущерба государству не было, а руководимое им предприятия получало возможность выпустить нужную продукцию. Другой пример — кооператоры, научившиеся использовать отходы производства, которые, как правило, подлежали утилизации. Кооператоров, тем не менее, осуждали за хищение государственной собственности, то есть её отходов.
Регулярные репортажи в радиопередаче "Облако", снискали Виктору Сокирко, всероссийскую известность. К нему стекались тысячи писем со всех концов страны. Обязанности секретарские приняла на себя Лидия Ивановна Ткаченко. Разбирая мешки писем, она  сортировала письма по адресатам в инстанции, зачастую с юридическим комментарием Виктора Сокирко. И не только... Виктор Сокирко вёл рубрику в газете "Бизнес для всех", в которой рассматривались все вопросы предпринимательства, от времён древних, до современных. В  общении напрямую с осужденными, Виктором  Сокирко был открыт Александр Васильев, ставший впоследствии известным публицистом и поэтом.
К концу работы ОЗОХиЭС в списках его подзащитных было больше 700 человек, и по делу каждого из них В. Сокирко написал как минимум одну надзорную жалобу, а случалось, до пяти. Число людей, досрочно освобождённых судами в результате пересмотра приговоров или изменений законодательства, на которых настаивало ОЗОХиЭС, а также комиссией по помилованиям — несколько сотен.
Общество прекратило свою деятельность в ноябре 2001 во многом из-за реформ, проведённых государством, начала перехода от госэкономики к рыночным отношениям, и соответствующих изменений уголовного законодательства.

### Суды присяжных
Интерес Виктора Сокирко к суду присяжных возник во время работы с документами осуждённых хозяйственников. Провести грань между реальным преступлением и противодействием несовершенному законодательству оказалось не просто.
За время существования ОЗОХиЭС были проведены десятки общественных судов присяжных, в которых обычно участвовал профессиональный юрист (прокурор) и защитник (В. Сокирко). В присяжные брали всех желающих, стараясь создавать репрезентативные выборки. В то время судов присяжных в России еще не было, и организацию самодеятельных судов можно рассматривать как подготовку к повсеместному введению судов присяжных на государственном уровне.
В 2000 году Сокирко издал книгу «Сумма голосов присяжных в поиске граней экономической свободы», основной материал для которой накапливался по мере проведения тщательно организованных исследовательских судов присяжных.

### Антивоенный пикет
Начиная с 2001 года, В. Сокирко — постоянный участник и организатор Антивоенных пикетов по четвергам на Пушкинской площади. Пикет требовал прекратить использовать силовые решения в кавказском регионе, призывал к развитию федерализма, защите прав человека. Обычно в пикетах участвовало от 3 до 30 человек. В апреле 2011 года пикет был перенесен на Чистые пруды. Позднее некоторое время В. Сокирко проводил одиночные пикеты по той же тематике, не требующие уведомления властей.

## Семья
- Жена — Лидия Николаевна Ткаченко (25.05.1939—21.06.2017)[5]
  - Сын — Артём (род. 1963)[6]:210
  - Дочь — Галина (род. 1968)[6]:214
  - Дочь — Анна (род. 1974)[6]:224
  - Сын — Алексей (род. 1974)[6]:224

## Сочинения
- Буржуадемов К. Очерки растущей идеологии — Мюнхен: Эхо, 1974. — 283 с.
- Сокирко В. [lib.ru/POLITOLOG/SOKIRKO/prisyazhnye.txt Сумма голосов присяжных в поиске граней экономической свободы]: Учебное пособие — М.: РосКонсульт, 2000. — 640 с., ил. ISBN 5-89805-020-5